# Une pluie sans fin
Pour plus de détails, voir Fiche technique et Distribution.
Une pluie sans fin (暴雪将至, Bàoxuě jiāng zhì; littéralement « La tempête qui arrive ») est un thriller chinois écrit et réalisé par Dong Yue, sorti en 2017. Il s'agit de son premier long métrage.
Le film se déroule dans le sud de la Chine, peu de temps avant la rétrocession de Hong Kong à la Chine en 1997. Des meurtres sont commis sur des jeunes femmes. Comme la police n'avance guère sur l'enquête, Yu Guowei, chef de la sécurité d'une vieille usine d'État, se met à enquêter avant que l'obsession ne le pousse à aller plus loin…

## Synopsis
Yu Guowei sort de prison. Quelques années auparavant, en 1997, il était chargé de la sécurité dans une grande usine. Tandis que la pluie tombait continuellement cet hiver-là, la police enquêtait sur un meurtre dont la victime avait été retrouvée à proximité de l'usine.
Yu cherche alors à aider les policiers et se lie un peu avec le commissaire chargé de l'enquête. Le tueur a déjà égorgé plusieurs autres victimes de la même manière.
Avec son adjoint de l'usine, Yu arrête un homme qui rôde près de la scène du crime, puis le laisse partir après avoir entendu ses explications. Il continue également à rechercher des voleurs de matériel dans l'usine. Yu est très bon dans son travail et reçoit un prix d'employé modèle.
Trouvant un trousseau de clés sur le lieu d'un nouveau meurtre, il place une petite annonce à la sortie de l'usine afin de piéger le meurtrier. Au bout de trois jours, un homme s'attarde devant cette annonce. Yu le poursuit dans l'usine avec son adjoint ; celui-ci fait une violente chute et Yu rattrape l'inconnu, mais celui-ci parvient à s'échapper sans avoir montré son visage. L'adjoint de Yu, pris de détresse, lui avoue qu'il est complice des voleurs à l'usine et meurt d'une hémorragie cérébrale ; Yu apprend alors du médecin qu'il aurait pu le sauver en l'amenant plus vite à l'hôpital.
Yu s'est aussi lié à une femme qu'il aide à ouvrir un salon de coiffure, mais sans avoir de relation intime avec elle. Il constate qu'un homme tourne autour d'elle et, comme elle ressemble aux autres victimes, il en déduit que c'est le tueur.
Renvoyé de l'usine comme la plupart des employés, il passe tout son temps à surveiller le salon de coiffure, mais son amie se suicide un jour sous ses yeux. Yu finit par enlever l'homme qu'il soupçonne, l'emmène sur le lieu de l'un des crimes et le bat à mort. Il est arrêté.
En sortant de prison, il va voir le commissaire, malade. Il apprend que le meurtrier a été identifié par un échantillon de son sang retrouvé sur une victime. Il s'agissait de l'homme que Yu avait poursuivi avec son adjoint. Cependant, celui-ci a été tué dans un accident de la route peu après la course-poursuite, sans qu'on puisse déterminer son identité. 
Yu revient à l'usine désormais désaffectée, mais le gardien ne le reconnaît pas et lui affirme qu'il n'y avait déjà plus de remises de prix en 1997. Avec d'autres anciens employés, il assiste à la destruction de l'usine, qui laissera la place à un complexe commercial et résidentiel. On est alors en 2008.

## Fiche technique
- Titre original : 暴雪将至
- Titre international : The Looming Storm
- Titre français : Une pluie sans fin
- Réalisation et scénario : Dong Yue[2]
- Direction artistique : Liu Qiang[3]
- Photographie : Cao Tao[2]
- Son : Zhang Jinyan et Long Xiaozhu[3]
- Montage : Wen Jing[2]
- Musique : Ding Ke
- Production : Xiao Qiancao[2]
- Société de production : Century Pictures[2]
- Sociétés de distribution : Wild Bunch Distribution (France)
- Pays d'origine :  Chine
- Langue originale : mandarin
- Format : couleur - 35 mm - 2,35:1 - Dolby Digital
- Genre : thriller
- Durée : 116 minutes[2]
- Dates de sortie :
  - Japon : 29 octobre 2017 (Festival international du film de Tokyo)
  - Chine : 17 novembre 2017
  - France : avril 2018 (Festival international du film policier de Beaune) ; 25 juillet 2018 (sortie nationale)

## Distribution
- Duan Yihong : Yu Guowei
- Jiang Yiyan : Yanzi
- Yuan Du : l'officier Zhang
- Zheng Chuyi : l'officier Li
- Zheng Wei : Liu

## Production

### Genèse et développement
Le réalisateur déclare « à mon avis, l'année 1997 a marqué un tournant décisif dans l'histoire sociale chinoise des années 90. [...] Car après 1997, la société chinoise change d'époque : les grandes entreprises d'État ont subi des réformes économiques et plusieurs usines d'État, dont la productivité était faible, ont été fermées. De nombreux ouvriers qui pensaient que leur outil de travail leur appartenait ont dû quitter ces usines étatiques où ils avaient travaillé toute leur vie. Il leur a fallu accepter l'idée qu'ils étaient dès lors abandonnés par la société et par l'époque. Ce que j'ai vraiment cherché à faire, c'est évoquer avec précision l'atmosphère de cette période de transition, juste avant l'avènement de la tempête sociale. ».

### Tournage
Le tournage a lieu dans la ville de Hengyang, dans la province du Hunan.

## Accueil

### Festivals et sorties
Une pluie sans fin est sélectionné et projeté le 29 octobre 2017 au Festival international du film de Tokyo au Japon, où l'acteur Duan Yihong reçoit une récompense.
En Chine, il sort le 17 novembre 2017.
Quant à la France, le Festival international du film policier de Beaune le sélectionne et le projette en avril 2018 avant de le projeter aux grands écrans à partir du 25 juillet 2018.
Ce film est sélectionné pour être projeté dans le cadre du Festival cinéma Télérama en 2019.

### Critique
En plein Festival international du film policier de Beaune, Guillemette Odicino du Télérama révèle que c'est « un grand film noir social où le zèle, aveugle, d’un employé modèle devient la dernière digue d’un pays prêt à se noyer dans les eaux du capitalisme. Un coup de maître ».
En France, le site Allociné recense une moyenne des critiques presse de 3,6/5.
Pour Jean-François Rauger  du Monde, le film « évoque bien sûr d'autres films (on pense à l'indépassable Memories of Murder du Coréen Bong Joon-ho, 2003) dans sa manière de dévoiler une histoire collective et sociale derrière le parcours d'un individu et le suspense d'une enquête policière. Car Une pluie sans fin dépasse le simple récit criminel en utilisant celui-ci de façon allégorique. [...] Une pluie sans fin rejoint ainsi une certaine manière dans le cinéma chinois contemporain d'utiliser le fait divers comme révélateur des mutations historiques du pays (Black Coal, de Diao Yi'nan, People Mountain People Sea, de Cai Shangjun, A Touch of Sin et Les Eternels, de Jia Zhangke). ».
Pour Stéphane Dreyfus de La Croix, « on pense à Seven, de l'Américain David Fincher, qui partage la même atmosphère poisseuse et pluvieuse, mais aussi à Memories of Murder, du Coréen Bong Joon-ho, pour l'évocation d'un pays en pleine transition politique, ou encore au film A Touch of Sin, du Chinois Jia Zhangke, dans lequel la brutalité des développements économiques renvoie à celle des actes de violence qu'ils provoquent. ».

### Box-office
- France : 90 905 entrées[9]

## Distinctions

### Récompenses
- Festival international du film de Tokyo 2017 : Meilleur acteur pour Duan Yihong[4].
- Asian Film Awards 2018 : Meilleure nouveau réalisateur pour Dong Yue[10].
- Festival international du film policier de Beaune 2018 : Grand Prix[11],[12].

## Documentation
- Dossier de presse Une pluie sans fin